# 京都府道・奈良県道751号木津平城線
京都府道・奈良県道751号木津平城線（きょうとふどう・ならけんどう751ごう きづへいじょうせん）は、京都府木津川市から奈良県奈良市に至る一般府県道である。

## 概要
京都府木津川市相楽から奈良県奈良市佐紀町に至る。
大和国・山背国の国境を越える古道「歌姫街道」を踏襲した道路である。壬申の乱では近江朝廷軍が飛鳥を攻めるために歌姫街道を通ったと言われている。
府県境近辺は平城・相楽ニュータウンの開発により住宅地となっているが、奈良市歌姫町付近や木津川市川久保付近は昔ながらの雰囲気が残っている。
歌姫町付近は狭隘な区間（1 - 1.5車線）がある（大型車は通行禁止）。しかし平城・相楽ニュータウンから奈良市街への抜け道として利用されているため、通勤時間帯などは交通量が多い。離合が困難なため、不慣れなドライバーが原因で長時間動けなくなる事も珍しくはない。通行する際は注意が必要である。また、本数こそ少ないが本区間の一部を路線バス（マイクロバス）が走る。
終点、奈良市佐紀町交点は平城京の一条大路付近である。古くは平城京の朱雀大路、さらに下ッ道と続く道であった。現在は奈良市佐紀町交点から南へ、1.5車線ではあるが奈良市道（大型車は通行禁止）が続いており、奈良県道1号奈良生駒線（阪奈道路）や国道308号へ出る事が可能であるが、時間帯によっては渋滞する事がある。
以前は、起点が木津川市相楽（木津川市立相楽小学校の東側）に指定されていた。

### 路線データ
- 起点：京都府木津川市相楽（川久保交差点、国道163号交点）
- 終点：奈良県奈良市佐紀町（佐紀町交差点、奈良県道104号谷田奈良線交点）

## 歴史
本路線は、道路法（昭和27年法律第180号）第7条の規定に基づき、1959年（昭和34年）に京都府が一般府道として、1961年（昭和36年）に奈良県が一般県道としてそれぞれ初めて認定した路線のひとつである。

### 年表
- 1959年（昭和34年）12月18日 - 京都府が一般府道102号木津平城線として認定[1]。
- 1961年（昭和36年）2月1日 - 奈良県が一般県道木津平城線として認定[2]。
- 1994年（平成6年）4月1日 - 京都府が路線番号を再編し、府道751号に変更される[3]。

## 地理

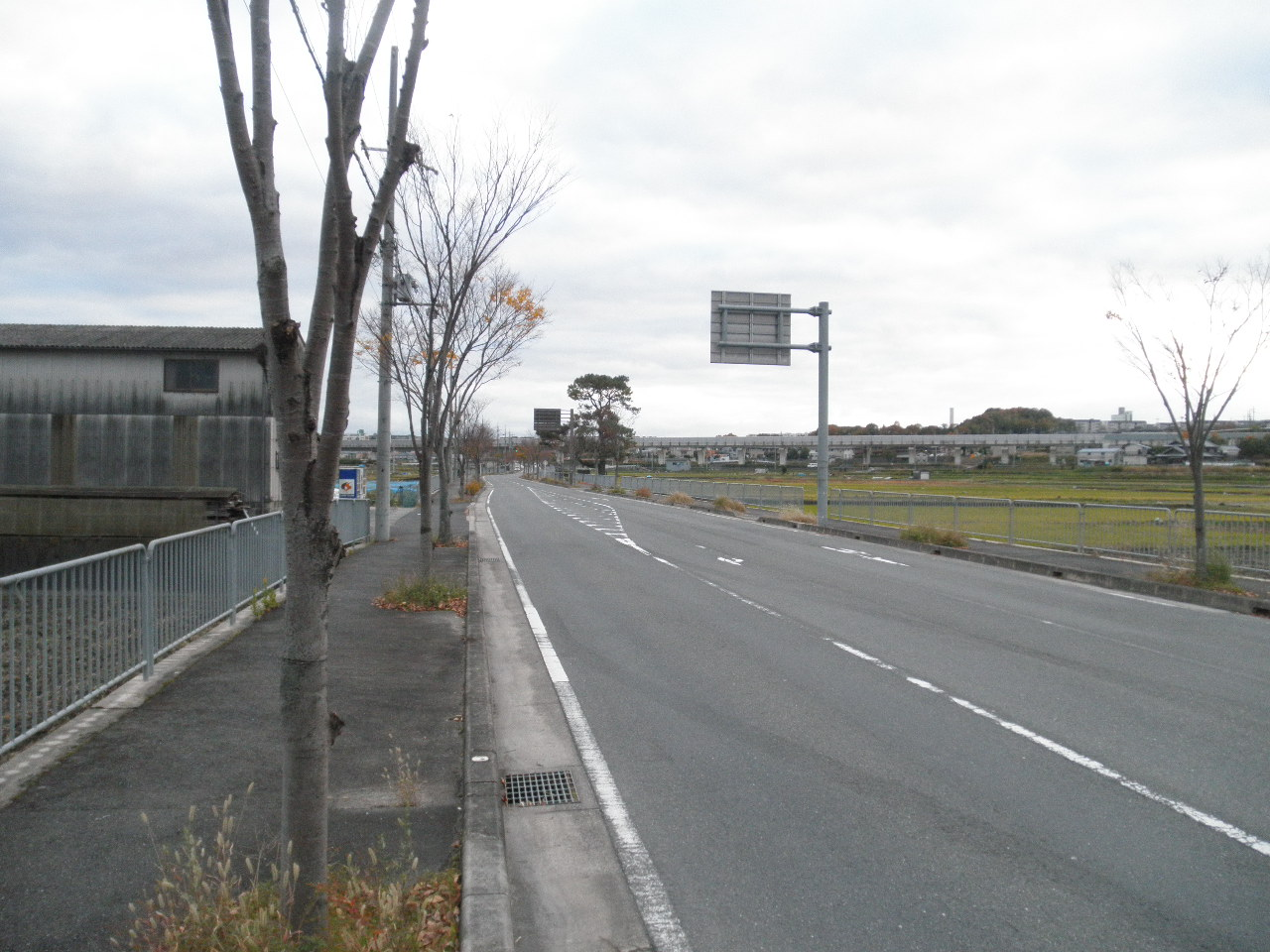
京都府木津川市相楽

### 通過する自治体
- 京都府
  - 木津川市
- 奈良県
  - 奈良市

### 交差する道路
| 交差する道路                                      | 都道府県名 | 市町村名 | 交差する場所 | 交差する場所        |
| ------------------------------------------------- | ---------- | -------- | ------------ | ------------------- |
| 国道163号                                         | 京都府     | 木津川市 | 相楽         | 川久保交差点 / 起点 |
| 京都府道327号相楽台相楽線                         | 京都府     | 木津川市 | 相楽         | 相楽台東交差点      |
| 奈良市道・生駒市道奈良阪南田原線 / ならやま大通り | 奈良県     | 奈良市   | 朱雀1丁目    | 平城1号線交差点     |
| 奈良県道104号谷田奈良線                           | 奈良県     | 奈良市   | 佐紀町       | 佐紀町交差点 / 終点 |

### 沿線
- 奈良市立平城東中学校
- 塩塚古墳、瓢箪山古墳
- 平城天皇陵
- 平城宮跡（世界遺産）